# Cruz anclada

Cruz ancla.

La cruz ancla o la cruz de navegante, es una cruz estilizada en forma de un ancla. Es un símbolo que tiene la forma de un signo más con unas anclas salientes en los extremos de cada brazo, de ahí el nombre cruz ancla. El símbolo puede ser utilizado para  referirse al "nuevo comienzo" o la "esperanza". Las cruces ancladas en ocasiones son una característica de los escudos de armas en cuyo contexto se hace referencia a la heráldica. La cruz ancla también se conoce como Cruz de San Clemente, en referencia a la forma en que éste fue martirizado.
Los cristianos se refieren a Jesucristo como su anclaje en la vida, como Él es su único Salvador del pecado y la muerte. Cristo es considerado el ancla a la verdad y la vida eterna con su salvación del pecado por la muerte en la cruz y la resurrección de la tumba. Los cristianos creen que Dios es el ancla para el mundo.

## Antecedentes
El uso del ancla como símbolo se ha atribuido a Seleuco I. El símbolo fue adoptado por los judíos que vivieron en el Imperio seléucida en sus monedas. Por lo tanto, el ancla fue un símbolo familiar para los primeros cristianos. Las inscripciones encontradas en las Catacumbas de Domitila fechadas en el siglo I utilizan el ancla como símbolo. El ancla es uno de los símbolos más antiguos utilizados en el cristianismo, y en este caso se combina con la cruz, que representa a Jesúss. Se dice que Clemente de Alejandría aprobó el uso del ancla como símbolo debido a su uso en las Escrituras. Hebreos 6.19 une el ancla al concepto de esperanza, y en consecuencia, la esperanza de los cristianos en la salvación  a través de Cristo.